# Base canònica
Una base canònica és la base d'un espai vectorial formada per únicament per vectors de mòdul unitari (base normal) i linealment independents entre ells. Els vectors que formen la base canònica són perpendiculars (base ortogonal). La base canònica és sempre una base ortonormal, és a dir, amb els seus vectors normals (de mòdul unitari) i ortogonals (perpendiculars). Una base canònica és sistema generador de l'espai de la seva mateixa dimensió. Precisament, la base canònica és la següent: Si K és un cos i {\displaystyle K^{n}=K\times {\overset {n)}{\ldots }}\times K} és l'espai vectorial sobre K donat pel seu producte cartesià, llavors les n-ples e1 = (1,0,0,0,...,0), e₂ = (0,1,0,0,...,0), e₃ = (0,0,1,0,...,0), ..., en=(0,0,0,0,...,0,1) formen una base de Kn, que s'anomena la base canònica.
A l'espai vectorial K[X] dels polinomis sobre K, els polinomis 1, X, X², X3, ..., Xn, ..., formen la base canònica de K[X].